# Bygeskyer
Cumulonimbussky ((latin): 'høj, dynge, toppunkt' og 'regn') eller bygesky er en type sky, der kan blive meget høj og tæt. Den medfører tordenvejr og andet dårligt vejr. Skyerne kan opstå hver for sig, i grupper eller langs koldfronter i bygelinjer. Cumulonimbus opstår af cumulusskyer eller altocumulus castellanus og dannes over hele verden med undtagelse af arktiske områder. 
Det er karakteristisk at cumulonimbus danner en stor amboltligende skyformation i toppen, hvorfor denne del af skyen netop betegnes ambolten. Denne amboltsky befinder sig langt over det niveau hvor temperaturen har passeret 0 grader C, så denne del af skyen består af iskrystaller. 
Cumulonimbusskyer giver, ofte voldsomme byger af regn, sne, ishagl, der ofte er ledsaget af torden. Cumulonimbusskyer er i særligt voldsomme udgaver også årsag til tornadoer og skypumper.

## Cumulonimbus calvus
Undertypen calvus er karakteriseret ved at skyen har nået sin maksimale højde, men endnu ikke har dannet cirroforme tråde eller ambolt på oversiden. Den maksimale højde nåes i den højde hvor temperaturen ikke længere falder med stigende højde, hvilket sker i den øverste den af tropossfæren. Calvus er det latinske ord for skaldet.

## Cumulonimbus capillatus
Når den opadstigende luftmasses opstigning stopper i den øverste del af tropossfæren, kan overkanten af skyen blive hår- eller trådagtig, ligesom cirrus skyer der findes i samme højde. Capillatus er da også det latinske ord for behåret.

## Cumulonimbus incus
Incus er en underform af capillatus og karakteriseres ved at den opadstigende luftmasse breder sig ud horisontalt. Denne øverste udbredte del kaldes ambolten, da dens form minder om en ambolts. Incus er det latinske ord for ambolt.